# Rimyongsu Sports Club
Il Rimyongsu Sports Club (cor. 리명수체육단) è una società calcistica nordcoreana della città di Sariwon.

## Palmarès

### Altri piazzamenti
- Campionato nordcoreano:

Secondo posto: 1995, 1996, 2002
Terzo posto: 2012
- Coppa del Presidente dell'AFC:

Finalista: 2014